# Parafia św. Michała w Rozmierzy
Parafia Świętego Michała w Rozmierzy – parafia rzymskokatolicka, znajdująca się w diecezji opolskiej, w dekanacie Strzelce Opolskie.